# Pierre Joseph Pycke
Pour les articles homonymes, voir Pycke.
Le baron Pierre Joseph Pycke de Ten Aerde, né à Gand le 7 septembre 1771 et mort à Anvers le 2 mars 1820, est un avocat et homme politique.

## Mandats
- Maire de Gand : 1809-1811
- Préfet des Bouches-de-l'Escaut : 1811-1814
- Membre de la seconde Chambre : 1815-1817
- Gouverneur d'Anvers : 1817-1820